# Year Zero
| 전문가 평가                | 전문가 평가 |
| 총 점수                    | 총 점수     |
| 출처                       | 점수        |
| -------------------------- | ----------- |
| 메타크리틱                 | 76/100      |
| 평가 점수                  |             |
| 출처                       | 점수        |
| AllMusic                   | [ 2 ]       |
| Blender                    | [ 3 ]       |
| Entertainment Weekly       | B+          |
| The Guardian               | [ 5 ]       |
| Los Angeles Times          | [ 6 ]       |
| MSN Music (Consumer Guide) | A−          |
| Pitchfork                  | 6.7/10      |
| Rolling Stone              | [ 9 ]       |
| Spin                       | [ 10 ]      |
| USA Today                  | [ 11 ]      |

《Year Zero》는 미국의 인더스트리얼 록 밴드 나인 인치 네일스의 다섯 번째 스튜디오 음반으로, 2007년 4월 17일, 인터스코프 레코드에서 발매되었다. 이 음반은 밴드의 이전 음반 《With Teeth》 (2005년)를 지원하기 위해 투어를 하던 중에 구상되었으며, 2006년 말에 녹음되었다. 이 음반은 트렌트 레즈너와 애티커스 로스가 프로듀싱했으며, 오랜 협력자 앨런 몰더가 공동 프로듀싱하지 않은 1994년의 《The Downward Spiral》 이후 밴드의 첫 번째 스튜디오 음반이었다. 이 음반은 레즈너가 같은 해 해외 가격에 대한 논쟁으로 떠난 후 인터스코프의 마지막 음반이었다.
이 음반은 밴드의 이전 작품에 등장하는 내성적인 스타일의 작곡과 대조적으로 2022년의 디스토피아적 비전을 제시함으로써 미국 정부의 현대 정책을 비판하는 콘셉트 음반이다. 더 큰 《Year Zero》 프로젝트의 일부로, 리믹스 음반, 동명의 대체 리얼리티 게임, 텔레비전 또는 영화 각색이 포함되었다. 이 게임은 웹사이트, 사전 녹음 된 전화 메시지, 벽화 등을 사용하여 이 프로젝트를 홍보하는 다른 미디어를 통해 음반의 줄거리를 확장했다. 이 음반은 두 싱글 〈Survivalism〉과 〈Capital G〉에 의해 홍보되었다.
《Year Zero》는 비평가들로부터 긍정적인 평가를 받았는데, 비평가들은 이 게임의 컨셉과 제작, 그리고 함께 제공되는 얼터너티브 리얼리티 게임을 칭찬했다. 이 음반은 미국에서 2위, 영국에서 6위, 그리고 일부 다른 나라에서 10위 안에 들었다.

## 테마
나인 인치 네일스의 2006년 투어 상품 디자인은 미군에 대한 노골적인 언급을 특징으로 하며, 레즈너는 이는 "미래의 방향을 반영한다"고 말했다. 레즈너는 나중에 《Year Zero》를 "존재하지 않는 영화의 사운드트랙"이라고 묘사했다. 이 음반은 미국 정부의 정책을 비판하며 "세계의 종말에 관한 것일 수도 있다"고 말했다. 레즈너는 특히 그가 "자유의 침식"과 "우리가 세계의 나머지와 우리 시민들을 대하는 방식"이라고 명명한 것을 언급했다. 레즈너는 이전에 2004년 미국 대통령 선거의 결과를 "세계 종말에 한 걸음 더 가까워졌다"고 말했다.
2007년 1월에 가상의 이야기가 시작되지만, 음반과 얼터너티브 리얼리티 게임의 타임라인은 9·11 테러와 이라크 전쟁과 같은 역사적 사건을 언급한다. 거기서부터 허구적인 사건들은 생물 테러 공격, 미국이 이란과 핵전쟁을 벌이고, 허구의 정부 기관인 도덕국의 손에 의해 미국 시민의 자유가 제거되는 것을 포함하여 전 세계적인 혼란으로 이어진다. 《하트포드 쿠란트》의 한 칼럼니스트는 허구 여부와 관계없이 "무서운 것은 FBI의 애국자법 남용과 최근 몇 년간 워싱턴에서 나온 반대-평등-불성실 이중 발언에 대한 최근의 폭로를 볼 때 이것이 그렇게 억지스럽지 않은 것처럼 보인다는 것"이라고 평했다.

## 커버 아트
《Year Zero》를 위한 모든 작품은 2000년 이후 발매된 나인 인치 네일스의 다른 작품들 중에서도 《With Teeth》에 대한 작품으로 인정받고 있는 나인 인치 네일스의 아트 디렉터인 롭 셰리던에 의해 만들어졌다. 이 음반은 처음 열었을 때 검은색으로 나타나지만 재생 중인 음반에서 열이 발생할 때 흰색 배경에 검은색 바이너리 코드가 나타난다. 바이너리 시퀀스는 대체 현실 게임에 관련된 웹사이트의 주소인 "exterminal.net"로 번역된다. 레즈너는 호주에서 열 코팅을 위해 CD 가격에 추가된 달러에 대해 불쾌감을 표시했다.
이 음반에는 가상의 미국 도덕국(USBM)이 경고하는 작은 삽입물이 포함되어 있으며, "파괴적인 행동에 가담한" 사람들을 신고하기 위한 전화 번호가 포함되어 있다. 이 번호가 호출되면 USBM의 녹음이 재생되며 "이 번호를 호출함으로써 당신과 당신의 가족은 반미 언론의 소비에 대해 암묵적으로 유죄를 인정하고 있으며 잠재적인 무장 세력으로 깃발을 내걸었다"고 주장한다.
이 음반은 《롤링 스톤》에 의해 2007년 최고의 음반 커버 중 하나로 선정되었다.

## 곡 목록
모든 곡들은 트렌트 레즈너에 의해 작사/작곡하였다.
| #   | 제목                             | 재생 시간 |
| --- | -------------------------------- | --------- |
| 1.  | 〈Hyperpower!〉                  | 1:42      |
| 2.  | 〈The Beginning of the End〉     | 2:47      |
| 3.  | 〈Survivalism〉                  | 4:23      |
| 4.  | 〈The Good Soldier〉             | 3:23      |
| 5.  | 〈Vessel〉                       | 4:52      |
| 6.  | 〈Me, I'm Not〉                  | 4:51      |
| 7.  | 〈Capital G〉                    | 3:50      |
| 8.  | 〈My Violent Heart〉             | 4:13      |
| 9.  | 〈The Warning〉                  | 3:38      |
| 10. | 〈God Given〉                    | 3:50      |
| 11. | 〈Meet Your Master〉             | 4:08      |
| 12. | 〈The Greater Good〉             | 4:52      |
| 13. | 〈The Great Destroyer〉          | 3:17      |
| 14. | 〈Another Version of the Truth〉 | 4:09      |
| 15. | 〈In This Twilight〉             | 3:33      |
| 16. | 〈Zero-Sum〉                     | 6:14      |

## 인증
| 국가                               | 인증 | 판매량/출하량 |
| ---------------------------------- | ---- | ------------- |
| 영국 (BPI)                         | 실버 | 60,000        |
| 판매량+스트리밍을 기반으로 한 인증 |      |               |